# Медведевское сельское поселение (Черноморский район)
Медве́девское се́льское поселе́ние (укр. Медведівське сільське поселення, крымскотат. Медведево кой юрту, Табулды Ас кой юрту)— муниципальное образование в составе Черноморского района Республики Крым России.

## География
Поселение расположено на юго-востоке района, в степном Крыму, выходя к западному берегу озера Донузлав, у границы с Сакским районом. Граничит на севере с Новоивановским, на западе с Краснополянским и на юге с Окунёвским сельскими поселениями (согласно административному делению Украины — с соответствующими сельсоветами).
Площадь поселения 125,54 км².
Основная транспортная магистраль: автодорога 355Н-605 (от шоссе Черноморское — Евпатория) (по украинской классификации — С-0-11704).

## Население
1. Н/Д[9]
2. Н/Д[10]

## Состав сельского поселения
Поселение включает 2 населённых пункта:
| № | Населённый пункт | Тип населённого пункта | Население на 2014 год |
| - | ---------------- | ---------------------- | --------------------- |
| 1 | Медведево        | село, центр            | ↘1707                 |
| 2 | Озёровка         | посёлок                | ↗8                    |

## История
В сборнике «Города и села Украины. Автономная Республика Крым. Город Севастополь. Историко-краеведческие очерки» утверждается, что сельсовет был образован в 1964 году, при этом в справочнике «Крымская область. Административно-территориальное деление на 1 января 1968 года» населённые пункты современного совета ещё в составе Новоивановского, а Медведевский записан уже в справочнике за 1977 год. С 12 февраля 1991 года сельсовет в восстановленной Крымской АССР, 26 февраля 1992 года переименованной в Автономную Республику Крым. С 21 марта 2014 года в составе Крыма аннексировано Россией. Законом «Об установлении границ муниципальных образований и статусе муниципальных образований в Республике Крым» от 4 июня 2014 года территория административной единицы была объявлена муниципальным образованием со статусом сельского поселения.